# Черноризов, Александр Михайлович
Черноризов Александр Михайлович (23 сентября 1953, Камышин, Волгоградская обл) — российский психофизиолог и нейрофизиолог. Специалист в области физиологии сенсорных систем (в особенности в механизмах цветового зрения) и в векторной психофизиологии.
Доктор психологических наук, заслуженный профессор МГУ им. М.В. Ломоносова, заведующий кафедрой психофизиологии факультета психологии МГУ, входит в состав Учёного совета факультета психологии МГУ и Ученого совета ИП РАН.
Член экспертных советов научных фондов РФФИ, РГНФ, РНФ. Член редколлегий научных психологических журналов — «Вестник МГУ. Серия14. Психология», «Психология. Журнал Высшей школы экономики», «Национальный психологический журнал», «Общероссийский психологический журнал» при ОП РФ.
Соруководитель секции «Психофизиология» при Российском психологическом обществе. Является членом Международной психофизиологической ассоциации при ООН (International Organization of Psychophysiology, I.O.P.) с 2006 года.

## Биография
Родился в семье служащих 23 сентября 1953 года в городе Камышин, Волгоградской области. В 1971 году окончил среднюю общеобразовательную школу-интернат № 12 (г. Михайловка, Волгоградской области). Поступил на факультет психологии МГУ им. М. В. Ломоносова, в 1976 году окончил его с отличием, поступил в аспирантуру факультета по кафедре психофизиологии, обучение в которой закончил в 1979 г. С 1982 года стал работать на факультете психологии МГУ им. М. В. Ломоносова, в качестве младшего научного сотрудника. В 1983 году защитил кандидатскую диссертацию на соискание учёной степени кандидата психологических наук. В 1985 году стал доцентом факультета психологии МГУ им. М. В. Ломоносова. Параллельно с работой на факультете психологии получал второе высшее образование на  механико-математическом факультете МГУ, который закончил в 1992 году по специальности «прикладная математика».
В 1999 году защитил докторскую диссертацию по теме «Нейронные механизмы цветового зрения». С 1999 года — профессор, заведующий кафедрой психофизиологии факультета психологии МГУ им. М. В. Ломоносова.

## Научная деятельность
Более 30 лет Александр Михайлович проводит исследования в области сравнительной психофизиологии цветовосприятия человека и животных по схеме проф. Е. Н. Соколова «Человек — Нейрон — Модель». Им была разработана и верифицирована модель векторного принципа переработки сенсорной информации в нейронных сетях, и нейрофизиологически обоснована сферическая модель восприятия света и цвета у человека и животных. Это модель, позволяющая объединить в рамках единой метрической системы результаты поведенческих и нейрофизиологических экспериментов, изучающих восприятие цвета.
Научная работа Александра Михайловича Черноризова поддержана грантами Министерства образования и науки РФ, Министерства обороны РФ, грантами РФФИ и РГНФ. Также, международным грантом FOGARTY (1995—1997 г.г.) для проведения исследований зрения человека и обезьяны совместно с Приматологическим центром Университета им. Вашингтона (США, Сиэтл).

## Педагогическая деятельность
Для студентов факультета психологии МГУ и Филиалов МГУ в г. Севастополе, филиала в Ташкенте и филиала в Баку А. М. Черноризов читает общие курсы лекций «Психофизиология», «Физиология Высшей нервной деятельности и сенсорных систем», «Физиология центральной нервной системы», «Анатомия центральной нервной системы человека», а также разработанные им спецкурсы «Сравнительная психофизиология цветового зрения», «Нейронные механизмы цветового зрения», «Моделирование в психофизиологии», «Актуальные проблемы современной психофизиологии».

## Награды
- Звание «Заслуженный работник высшего профессионального образования» за заслуги в области науки и образования (2006)
- Почётное звание «Заслуженный профессор МГУ имени М. В. Ломоносова»[1](2013)

## Публикации
Александр Михайлович является автором нескольких монографий и учебных изданий, а также около сотни научных статей в журналах «International Journal of Applied Mathematics», «International Journal of Psychophysiology», «Neuroscience and Behavioral Physiology», «Perception», «Psychology in Russia: State of the Art», «Spanish Journal of Psychology», «Вестник Московского университета. Серия 14: Психология», «Вопросы психологии», «Журнал высшей нервной деятельности имени И. П. Павлова», «Национальный психологический журнал», «Нейрокомпьютеры: разработка, применение», «Нейрофизиология», «Психология. Журнал Высшей Школы экономии», «Сенсорные системы» и др.

### Основные монографии и учебники
- Александров Ю. И., Анохин К. В., Безденежных Б. Н., Гарина Н. С., Греченко Т. Н., Латанов А. В., Палихова Т. А., Савельев С. В., Соколов, Е. Н., Тушмалова Н. А., Филиппов В. А., Черноризов А. М. (2008). Нейрон. Обработка сигналов. Пластичность. Моделирование: Фундаментальное руководство. / Под ред. Е. Н. Соколова, В. А. Филиппова и А. М. Черноризова — Тюмень: Издательство Тюменского государственного университета, 2008. 548 с. ISBN 978-5-400-00005-8.
- Измайлов Ч. А., Соколов Е. Н., Черноризов А. М. Психофизиология цветового зрения. — М.: МГУ, 1989. — 206 с. ISBN 5-211-00228-8.
- Измайлов Ч. А., Черноризов А. М. Психофизиологические основы эмоций. М.: Психолого-социальный институт, 2004. ISBN 5-89502-605-2, 5-98352-002-4
- Крылова А. Л., Черноризов А. М. Зрительный анализатор (нейронные механизмы). — М.: МГУ, 1987. — 132 с.
- Веракса А. Н., Зинченко Ю. П., Исайчев С. А., Леонов С. В., Меньшикова Г. Я., Стрелков Ю. К., Сысоева О. В., Тоневицкий А. Г., Черноризов А. М. Психология спорта. Монография / под ред. Ю. П. Зинченко, А. Г. Тоневицкого. — М.: МГУ, 2011. — 424 с.
- Черноризов А. М. (ред.-сост.) Хрестоматия по физиологии сенсорных систем. — М.: Российское психологическое общество, 1999. — 388 с. ISBN 589573-048-5.